# Johann Esaias von Rühle
Johann Esaias von Rühle (* 30. November 1655 in Darmstadt; † 23. Juni 1726 in Heilbronn) war von 1695 bis 1725 Bürgermeister von Heilbronn.

## Leben
Johann Esaias von Rühle war Sohn von Jakob Friedrich Rühle. Er begann im Wintersemester 1673 an der Universität Jena ein Jurastudium, gehörte 1682 dem kleinen, inneren Patrizierrat der Reichsstadt Heilbronn („von den burgern“) an und war dort 1690 Schultheiß. 1695 wurde er Bürgermeister.
Er war in erster Ehe mit Maria Sidonia Elisa Bayer verheiratet, welche die Tochter des David Bayer, einem württembergischen Ratsmitglied war. Seine Tochter Johanna Sidonia Elisabatha heiratete den preußischen Kriegskommissar Daniel Heinrich Frederking, sein Enkel war Gefährte Erna Sofia v. Dachrötens, der Mutter von Wilhelm von Humboldt. In zweiter Ehe war Johann Esaias von Rühle mit Sofia Luise Wurmrausch verheiratet.
Von Rühle gehörten zu den Geiseln der französischen Armee bei der Besatzung von Heilbronn im Pfälzischen Erbfolgekrieg im Jahr 1688. Einer möglichen abermaligen Geiselnahme beim Durchzug der französischen Armee durch Württemberg während des Spanischen Erbfolgekriegs 1707 entzog er sich mit seiner Familie im Juni 1707 durch Flucht nach Miltenberg und später weiter nach Hanau. Obwohl ihn der Rat der Stadt Heilbronn zur sofortigen Rückkehr aufforderte, blieb er bis August der Stadt fern, wofür er im September 1707 zu einer Strafe von 500 Gulden verurteilt wurde. Die Strafe wurde ihm vermutlich erlassen.